# Hrabstwo Campbell (Kentucky)
Campbell – hrabstwo w stanie Kentucky w USA. Siedzibą hrabstwa jest Alexandria.
Hrabstwo Campbell zostało ustanowione w 1794 roku.

## Miasta
- Alexandria
- Bellevue
- California
- Claryville (CDP)
- Cold Spring
- Crestview
- Dayton
- Fort Thomas
- Highland Heights
- Melbourne
- Mentor
- Newport
- Silver Grove
- Southgate
- Wilder
- Woodlawn